# Tumrok
Il Tumrok (in russo Тумрок?) è un vulcano a scudo situato nella parte orientale della Kamčatka, in Russia. 

## Descrizione
Il vulcano ha un'altezza di 2103 m (secondo altre fonti 2197 m o 2092 m) e un diametro di circa 10 km. 
È il punto più alto della cresta montuosa omonima, che si diparte dalla Catena Orientale. Il fiume Andrianovka ha origine dal vulcano e scorre a nord; a sud si trova l'ampia valle del fiume Storož. Ambedue i fiumi sfociano nel Pacifico.